# سافيني لو تمبل
سافيني لو تمبلهي بلدية في محافظة سين ومارن (بالفرنسية: Seine-et-Marne)‏ في فرنسا في إيل دو فرانس في شمال وسط فرنسا. تقع في الضواحي الجنوبية الشرقية لباريس، 33.2 كيلومتر (20.6 ميل) من وسط باريس. وهي أكبر بلدية في «المدينة الجديدة» في سينار، وقد تم إنشاؤها في السبعينيات.

## التاريخ
خلال الثورة الفرنسية، غير اسم سافيني لو تمبل (بمعنى «سافيني المعبد») مؤقتًا إلى سافيني سور بالوري (بمعنى «سافيني على بالوري»، بعد نهر بالوري الصغير). كما غير اسمها مؤقتًا إلى سافيني لو بورت (بمعنى «سافيني الميناء»). وربما كان الدافع وراء هذه التغييرات هو الدلالة الدينية لكلمة «معبد».

## التركيبة السكانية
ويُطلق على سكان سافيني لو تمبل اسم السفانيين.
- كلود ماكيلي، لاعب كرة قدم (ريال مدريد، تشيلسي، باريس سان جيرمان) نشأ في سافيني لو تمبل.
- أوليفييه برنارد، لاعب كرة قدم (نيوكاسل يونايتد، ساوثامبتون، رينجرز) نشأ في سافيني لو تمبل.
- كليمان شانتوم، لاعب كرة قدم (باريس سان جيرمان)، نشأ في سافيني لو تمبل.